# Fatima Hassouna
Fatima Hassouna (Arabisch: فاطمة حسونا), ook wel Fatma Hassona (1999 - Gaza, 16 april 2025) was een Palestijnse fotojournalist uit Gaza. Ze verwierf internationale bekendheid door haar beeldverslaggeving van 2023 tot 2025, van het leven in Gaza tijdens de oorlog. Ze was de hoofdpersoon in de documentaire Put Your Soul on Your Hand and Walk van de Iraanse regisseur Sepideh Farsi, die werd geselecteerd voor de ACID-sectie van het Filmfestival van Cannes in 2025. Ze werd gedood tijdens de Israëlisch-Gazaoorlog op 16 april 2025, bij een Israëlische luchtaanval op het huis van haar familie en andere familieleden.

## Levensloop
Hassouna studeerde multimedia aan de University College of Applied Sciences in Gaza-stad. Als fotograaf heeft ze samengewerkt met talloze lokale en internationale media, waaronder Untold Palestine, het Tamer Institute for Community Education en het Amerikaanse platform Mondoweiss. Haar werk is gepubliceerd in de Britse krant The Guardian en getoond op internationale tentoonstellingen zoals Gaza, My Beloved en SAFE .
Hassouna studeerde multimedia aan het University College of Applied Sciences in Gaza-Stad. Als fotograaf werkte ze samen met talloze lokale en internationale media, waaronder Untold Palestine, het Tamer Institute for Community Education en het Amerikaanse platform Mondoweiss. Haar werk werd gepubliceerd in de Britse krant The Guardian en tentoongesteld in onder meer Gaza, My Beloved en SAFE.
Na de uitbraak van de oorlog in oktober 2023 begon Hassouna als onafhankelijke fotojournalist het dagelijkse leven en de verwoestingen in Gaza vast te leggen. Ze deelde haar werk via sociale media, waar ze tienduizenden volgers had. Collega’s noemden haar "het oog van Gaza".
Naast haar journalistieke werk zette Hassouna zich in voor kinderen die getraumatiseerd waren door het conflict. In een school in het noorden van Gaza, die dienstdeed als opvanglocatie, organiseerde ze schrijfworkshops. Ze verloofde zich met een jonge informaticus, Moutaz. Het stel was van plan te trouwen in april 2025. Ze werkte ook samen met de NGO Plan International in het kader van het She Leads-programma.

### Put Your Soul On Your Hand And Walk
In april 2024 probeerde de Iraanse filmregisseur Sepideh Farsi, die in ballingschap in Frankrijk leeft, via Egypte naar de Gazastrook te reizen, maar zonder succes. Ze begon met het filmen van Palestijnse vluchtelingen uit Gaza in Cairo en kwam in contact met een man die haar doorverwees naar Fatima Hassouna, waarop ze contact met haar opnam en haar intentie uitsprak om een film te maken over haar leven en dat van de mensen in Gaza. Hassouna stemde toe en werd de hoofdpersoon van het documentaire filmproject, dat werd gerealiseerd onder de titel Put Your Soul on Your Hand and Walk .
De 110 minuten durende film, die in de loop van een jaar is gemaakt, vertelt het verhaal van de oorlog in Gaza en het dagelijkse leven van de Palestijnen via gefilmde videogesprekken tussen Hassouna en Farsi. Farsi verklaarde dat Hassouna "mijn ogen in Gaza was geworden... vurig en vol leven. Ik filmde haar lach, haar tranen, haar hoop en haar depressies."
Op 15 april 2025, de dag voor Hassouna's dood, liet Farsi haar weten dat de film in mei 2025 zou worden vertoond in de sectie "ACID" op het filmfestival van Cannes.  De twee bespraken Hassouna's reis naar het filmfestival. Volgens Farsi stond Hassouna open voor het idee om de screening bij te wonen, zolang ze daarna maar naar Gaza kon terugkeren: "Ze zei: 'Ik kom, maar ik moet terug naar Gaza. Ik wil de Gazastrook niet verlaten.'" Farsi had al contact gehad met de Franse ambassade: "We waren net met het proces begonnen. Ik maakte me zorgen over hoe ik haar veilig het land uit en weer terug kon krijgen. Ik wilde niet verantwoordelijk zijn voor het scheiden van haar van haar familie. Nu is bijna de hele familie dood." De dood van Hassouna werd herdacht tijdens de openingsceremonie van het filmfestival van Cannes.

## Gedood door Israëlische luchtaanval
Op woensdag 16 april 2025 voerde het Israëlische leger een luchtaanval uit op het huis van de familie Hassouna aan de Al-Nafaqstraat in de wijk Al-Touffah, een van de vier wijken van de oude stad van Gaza. Hassouna's neef, Hamza Hassouna, die de aanval in het gebouw overleefde, vertelde CNN dat twee raketten insloegen, waarvan één in de woonkamer. Hassouna en zeven tot tien van haar familieleden werden gedood, inclusief haar zwangere zus.
De dood van Hassouna kreeg internationale media-aandacht. In het bijzonder werd een van Hassouna's Instagram-berichten uit augustus 2024 opgepikt, waarin ze sprak over de oorlog in Gaza en zei: "Als ik sterf, wil ik een luide dood. Ik wil niet alleen het laatste nieuws zijn of een nummer in een groep. Ik wil een dood die de wereld zal horen, een impact die door de tijd heen zal blijven bestaan en een tijdloos beeld dat niet door tijd of plaats kan worden begraven."